# إيه بي سي روبن
إيه بي سي روبن (بالإنجليزية: ABC Robin)‏ هي طائرة خفيفة، أحادية السطح ومقصورة بمقعد واحد. أنتجت في بريطانيا. من صناعة إيه بي سي موتورز المحدودة. كان أول طيران لها في 1929. انتهت خدمتها في 1932. صنع منها 1 طائرة.